# Aptesis contigua
Aptesis contigua är en stekelart som först beskrevs av Per Abraham Roman 1909.  Aptesis contigua ingår i släktet Aptesis och familjen brokparasitsteklar. Arten är reproducerande i Sverige. Inga underarter finns listade.